# Ellen Buchleitner
Ellen Buchleitner (z domu Kießling, ur. 17 lutego 1968 w Freitalu) – niemiecka lekkoatletka specjalizująca się w biegach średniodystansowych, uczestniczka letnich igrzysk olimpijskich w Barcelonie (1992). W czasie swojej kariery reprezentowała również Niemiecką Republikę Demokratyczną.

## Sukcesy sportowe
- czterokrotna mistrzyni Niemiec w biegu na 1500 metrów – 1991, 1992, 1994, 1995[1]
- trzykrotna halowa mistrzyni Niemiec w biegu na 1500 metrów – 1991, 1992, 1994[2]
- trzykrotna medalistka mistrzostw NRD w biegu na 1500 metrów – dwukrotnie złota (1989, 1990) oraz brązowa (1988)[3]
- srebrna medalistka mistrzostw NRD w biegu na 3000 metrów – 1988[4]
- dwukrotna medalistka halowych mistrzostw NRD w biegu na 800 metrów – srebrna (1989) oraz brązowa (1990)[5]
- dwukrotna medalistka halowych mistrzostw NRD w biegu na 1500 metrów – złota (1990) oraz srebrna (1989)[6]

| Rok  | Miasto    | Zawody                      | Konkurencja    | Wynik         |
| ---- | --------- | --------------------------- | -------------- | ------------- |
| 1985 | Chociebuż | Mistrzostwa Europy juniorów | bieg na 800 m  | brązowy medal |
| 1989 | Haga      | Halowe mistrzostwa Europy   | bieg na 800 m  | srebrny medal |
| 1989 | Budapeszt | Halowe mistrzostwa świata   | bieg na 800 m  | brązowy medal |
| 1989 | Barcelona | Puchar świata               | bieg na 3000 m | 4. miejsce    |
| 1990 | Glasgow   | Halowe mistrzostwa Europy   | bieg na 800 m  | 4. miejsce    |
| 1990 | Split     | Mistrzostwa Europy          | bieg na 1500 m | srebrny medal |
| 1991 | Tokio     | Mistrzostwa świata          | bieg na 1500 m | 5. miejsce    |
| 1994 | Paryż     | Halowe mistrzostwa Europy   | bieg na 1500 m | 5. miejsce    |
| 1994 | Helsinki  | Mistrzostwa Europy          | bieg na 1500 m | 7. miejsce    |

## Rekordy życiowe
- bieg na 800 metrów – 1:59,41 – Lozanna 27/06/1989
- bieg na 800 metrów (hala) –  1:59,68 – Budapeszt 05/03/1989
- bieg na 1500 metrów – 4:04,44 – Berlin 05/07/1989
- bieg na 1500 metrów (hala) –  4:06,50 – Dortmund 17/02/1991
- bieg na milę – 4:26,66 – Zurych 15/08/1990
- bieg na 3000 metrów – 8:46,99 – Nicea 10/07/1989